# Comtat de Xampanya

Comtats de França vers 1030

Comtats de França vers 1180

Xampanya fou un comtat de França, format per la unió de diversos comtats de la casa de Blois (Meaux, Provins i Troyes, i diverses senyories; per un cert temps van dominar el comtat de Reims però finalment no el van conservar. El comtat va tenir autoritat feudal sobre diverses senyories i comtats com Rumigny, Châtillon, Epernay, Vitry, Nogent, Château Renard, Mezières, Bray, Grandpré, Braine, Joinville, Rethel, Porcien, Joigny, Bar-sur-Aube i Bar-sur-Seine.

## Història
El 1152 a la mort de Tibald o Teobald IV el Gran de Blois els dominis de la casa es van dividir en tres grups: Blois, Chartres, Châteaudun i Beaugency; el comtat de Sancerre; i Troyes, Meaux i Provins. El fill gran Enric I el Liberal va rebre aquestos territoris amb el títol de comte de Xampanya i Brie (Xampanya era el nom de la regió de Troyes i senyories annexes, i Brie el nom de la regió de Meaux i senyories properes); Tibald V, el segon fill, va rebre Blois, chartres, etc. i el petit Esteve el comtat de Sancerre. El primer que havia utilitzat el títol de comte de Xampanya en lloc de comte de Troyes fou Hug I vers el 1102.
La línia comtal es va extingir amb Enric III de Xampanya (rei Enric I de Navarra) al que va heretar la seva filla Joana de Xampanya o de Navarra que va aportar els comtats al seu marit el rei Felip IV de França. Xampanya i Brie ja no van tornar a sortir del domini reial.

## Llista de Comtes de Xampanya
Pel comtes primitius vegeu comtat de Troyes (Xampanya) i comtat de Meaux (Brie)

### Comtes de Troyes i de Meaux (amb Provins)

#### Casa de Vermandois
- 967: Robert de Vermandois, comte de Meaux (943-967) i de Troyes (956-967), fill d'Heribert II, comte de Vermandois.

casat amb Adelaida Werra, comtessa de Troyes, filla de Gilbert de Chalon, comte principal dels Borgonyons.
- 967-995: Heribert IV de Vermandois, comte de Meaux i de Troyes, fill.
- 995-1022: Esteve I, comte de Meaux i de Troyes, fill.

#### Casa de Blois
- 1022-1037: Eudes II de Blois (983 † 1037), comte de Blois, de Reims, de Meaux et de Troyes, cosí

casat en primeres noces el 1003 amb Matilde de Normandia († 1006)
casat en segones noces amb Ermengarda d'Alvèrnia.
- 1037-1047: Esteve II († 1047), comte de Meaux i de Troyes, fill (amb d'Ermengarde d'Alvèrnia).
- 1047-1066: Eudes IV (II) († 1115), comte de Meaux i de Troyes, fill

el 1066 va marxar a Anglaterra amb Guillem el Conqueridor que el va nomenar comte d'Aumâle i va restar a Anglaterra. El seu oncle va adquirir llavors els seus dominis xampanyesos.
- 1066-1089: Tibald III de Blois (1019 † 1089), comte de Blois, de Meaux i de Troyes, fill d'Eudes II de Blois i d'Ermengarda d'Alvèrnia.

casat en primeres noces amb Garsenda, filla del comte Herbert I del Maine
casat en segones noces amb Adelaida de Valois, filla de Raül III de Vexin.
À la mort de Tibald o Teobald III, els dos comtats xampanesos foren separats :
Comtes de Meaux
- 1089-1102: Esteve Enric, († 1102), comte de Blois i de Meaux, casat amb Adela de Normandia, fill de Tibald I i de Garsenda del Maine.
- 1102-1151: Tibald IV de Blois, († 1151), comte de Blois i de Meaux, titulat comte de Brie vers 1125, fill.

Comtes de Troyes
- 1089-1093: Eudes III de Troyes († 1093), comte de Troyes, fill de Tibald III de Blois i d'Adelaida de Valois.
- 1093-1125: Hug I de Xampanya († 1126), comte de Troyes, adopta el títol de comte de Xampanya el 1102, germà del precedent.

escut dels comtes de Xampanya

### Comtes de Xampanya i Brie
- 1102-1125: Hug I de Xampanya († 1126), fill de Tibald III de Blois i d'Adelaida de Valois. Primer a titular-se comte de Xampanya en lloc de comte de Troyes.

casat en primeres noces (1093 (separat 1104) amb Constança († 1125), filla del rei Felip I de França.
casat en segones noces (1110) amb Isabel de Borgonya, filla del comte Esteve I de Borgonya.
- 1125-1151: Teobald II de Xampanya, († 1151), comte de Blois (com a Tibald IV o Teobald IV) i de Meaux, després de Troyes, des de 1125 titulat de Xampanya i Brie, nebot.

casat el 1123 amb Matilde de Caríntia († 1161)
- 1151-1181: Enric I el Liberal († 1181), comte de Xampanya i Brie, fill.

casat amb Maria de França (1145 † 1198)
- 1181-1197: Enric II de Xampanya († 1197), comte de Xampanya i Brie, rei de Jerusalem (1192-1197), fill

casat el 1192 amb Isabel I de Jerusalem (1171 † 1206)
- 1197-1201: Teobald III de Xampanya, (1179 † 1201), comte de Xampanya i Brie, germà.

casat el 1199 amb Blanca de Navarra (vers 1175 † 1229)
- 1201-1253: Teobald IV de Xampanya conegut com el Cançoner o el Pòstum (1201 † 1253), comte de Xampanya i Brie, fill. Fou rei de Navarra com Teobald I de 1234 a 1253.

casat en primeres noces el 1220 amb Gertruda de Dagsbourg († vers 1225)
casada en segones noces el 1222 amb Agnès de Beaujeu († 1231)
casat en terceres noces el 1232 amb Margarita de Borbó-Dampierre († 1256)
- 1253-1270: Teobald V de Xampanya (1238 † 1270), comte de Xampanya i Brie, rei de Navarra (sota el nom de Teobald II), fill (amb Margarita de Borbó-Dampierre

casat el 1255 amb Isabel de França (1242 † 1271)
- 1270-1274: Enric III de Xampanya anomenat el Gras i el Gros (1244 † 1274), comte de Xampanya i Brie, rei de Navarra (com Enric I), germà, fill de Teoabld IV i de Margarita de Borbó-Dampierre

casat el 1269 amb Blanca d'Artois († 1302)
- 1274-1305: Joana de Xampanya (1273 † 1305), comtessa de Xampanya i Brie, reina de Navarra, filla

casada el 1284 amb Felip IV de França el Bell, rei de França. A causa d'aquest matrimoni els comtats de Xampanya i Brie van ebntrar en els dominis reials de la corona francesa.